# 埃斯科里亚尔圣老楞佐皇家圣殿
埃斯科里亚尔圣老楞佐皇家圣殿（西班牙語：Basílica de El Escorial）是一座罗马天主教宗座圣殿，位于西班牙圣洛伦索-德埃尔埃斯科里亚尔，是埃斯科里亚尔修道院的中心，和已故西班牙国王的纪念地。属于天主教托莱多总教区，由奥斯定会管理。该堂建于1563-1584年，拥有教宗授予的“宗座圣殿”称号，位于殉道圣人圣老楞佐的埋葬地点。
圣殿位于修道院建筑群的中心，通过“国王庭院”（Patio de los Reyes）进入。

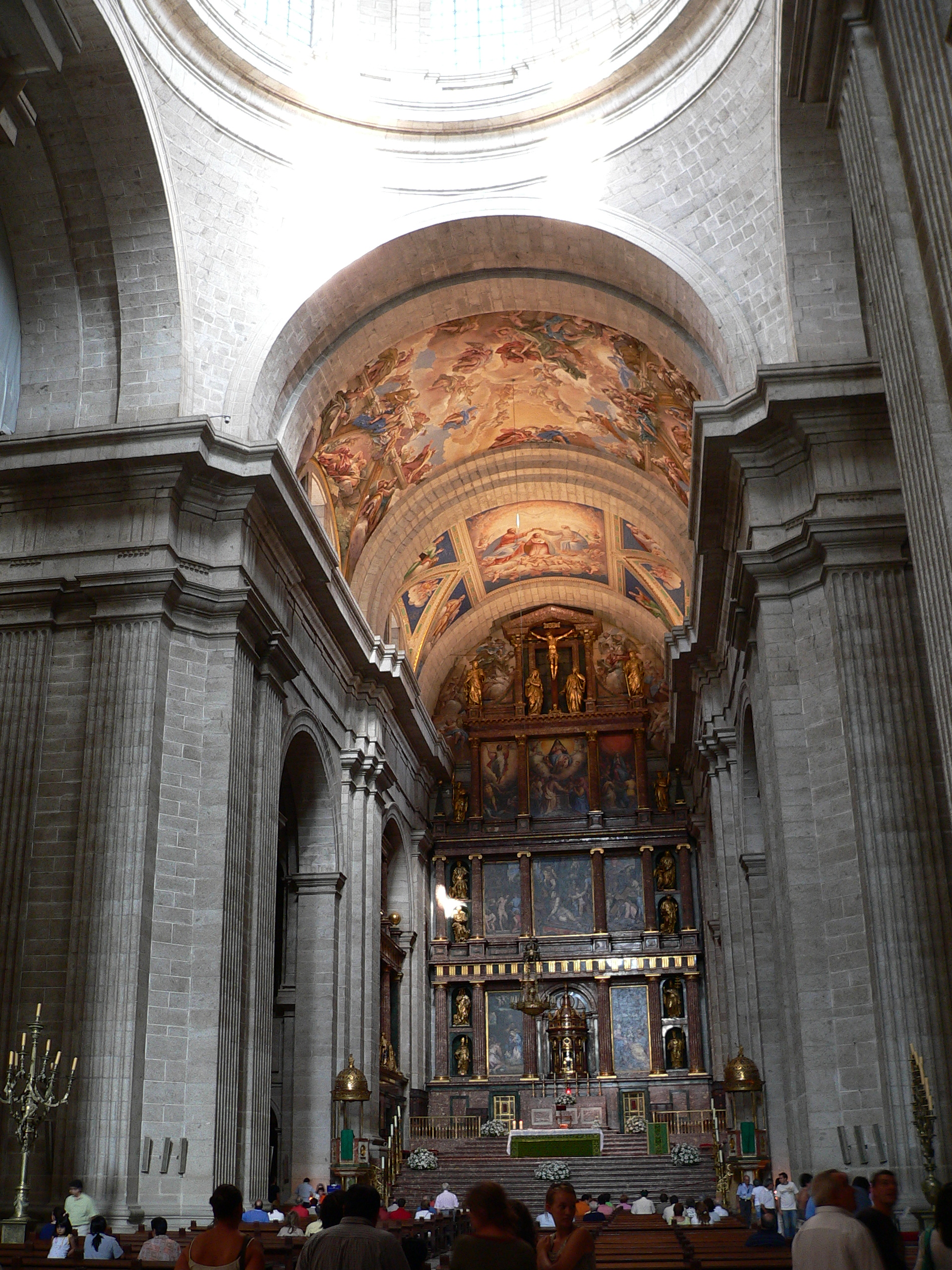
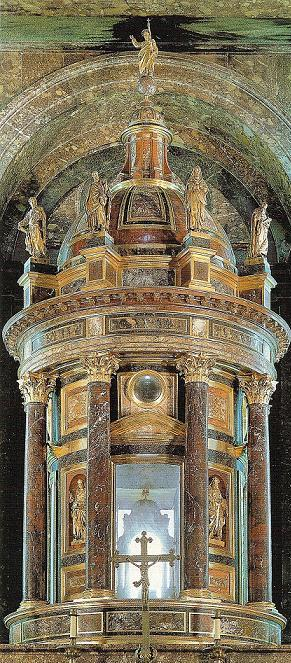
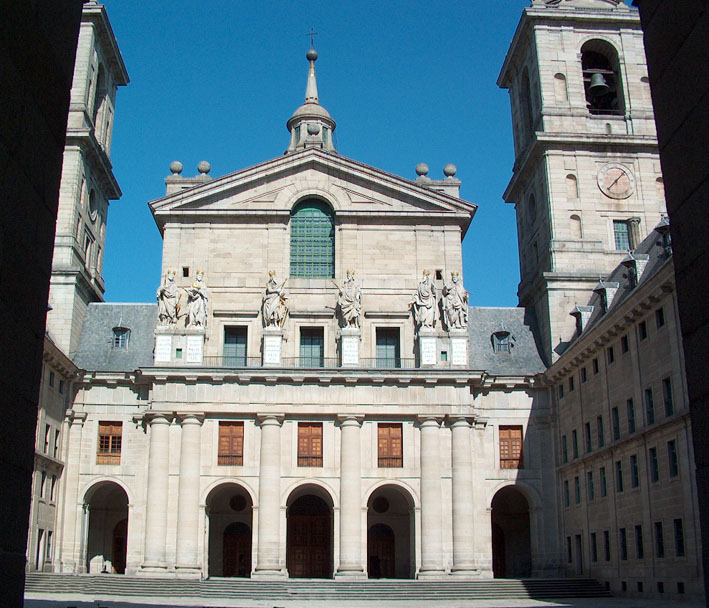
Fachada
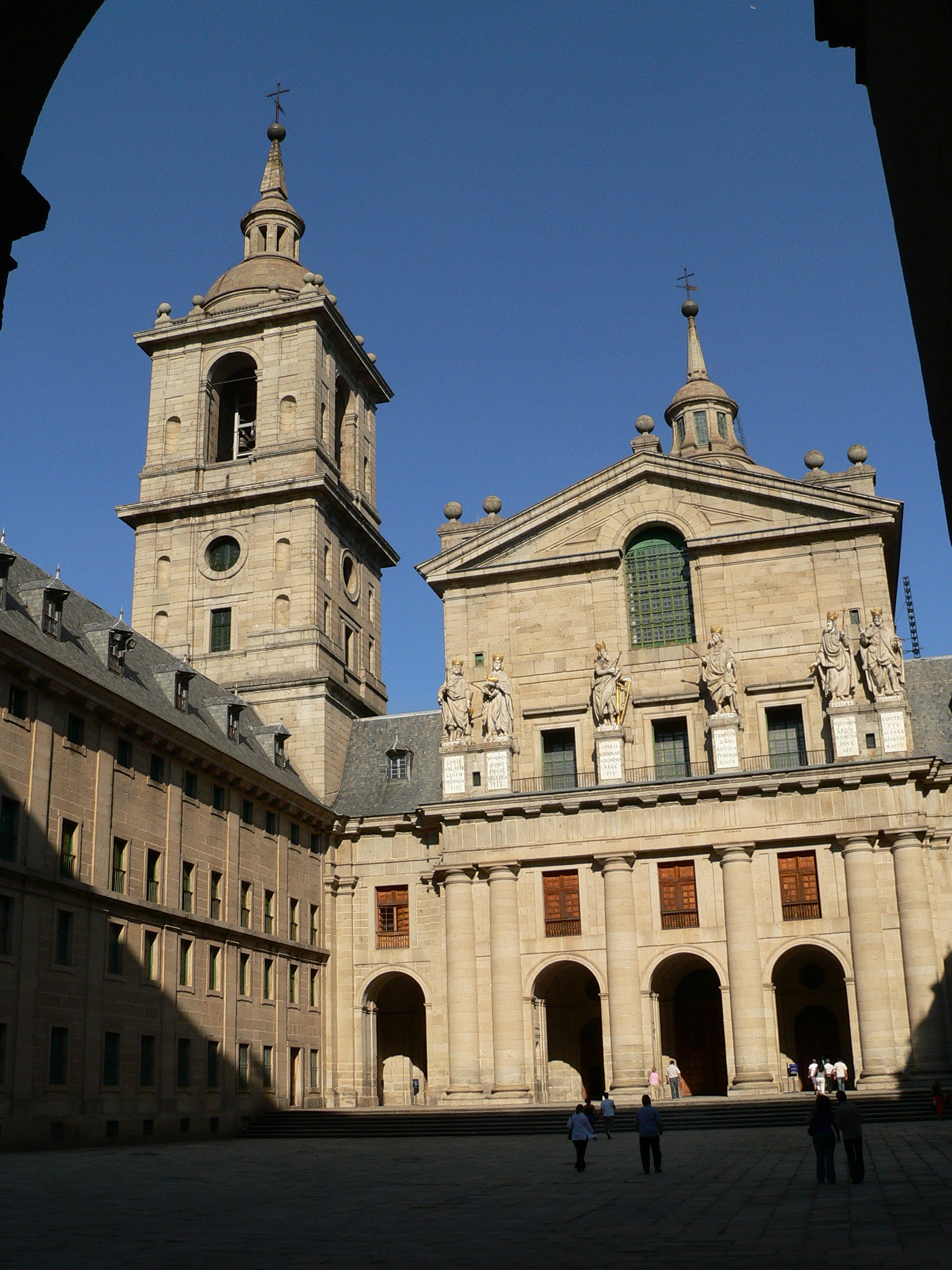
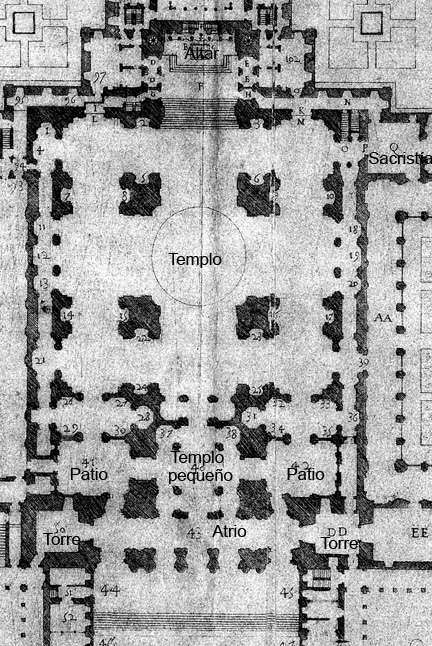
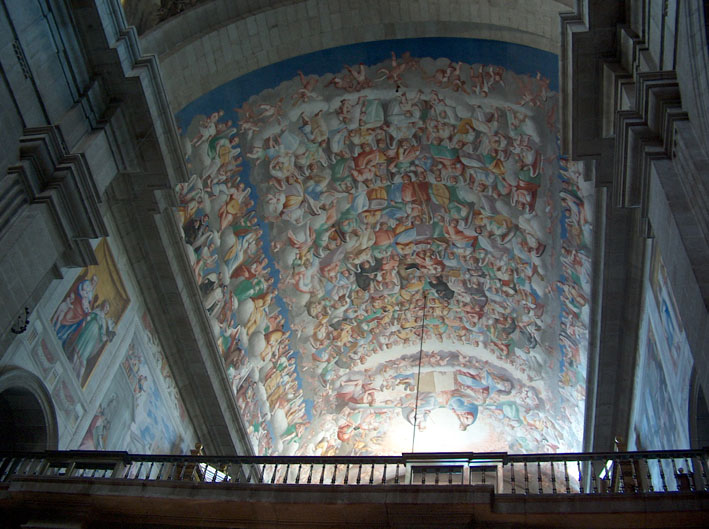
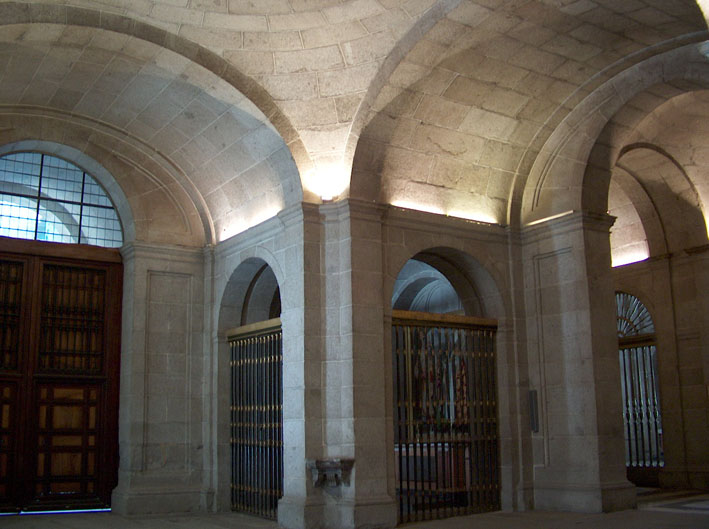
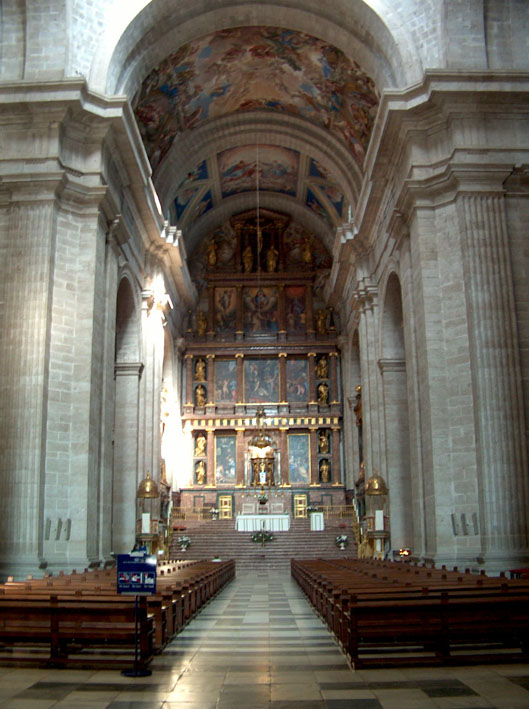
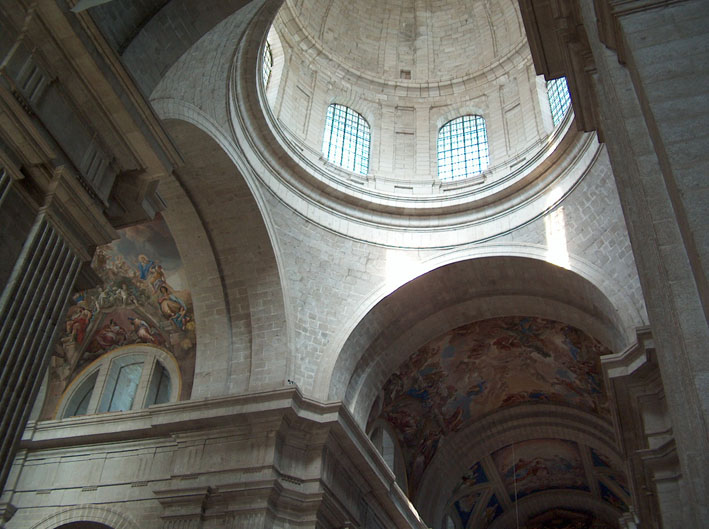
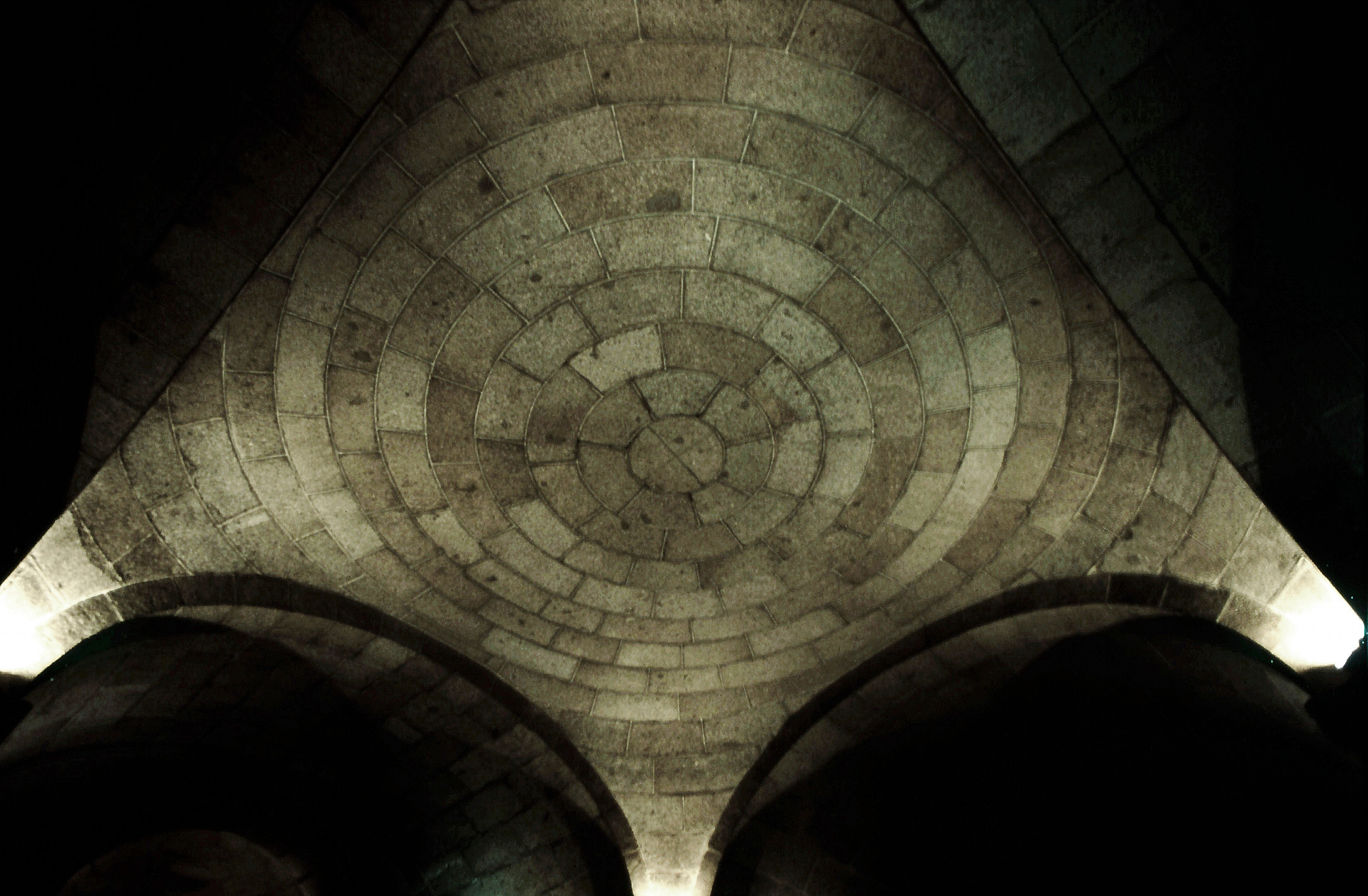
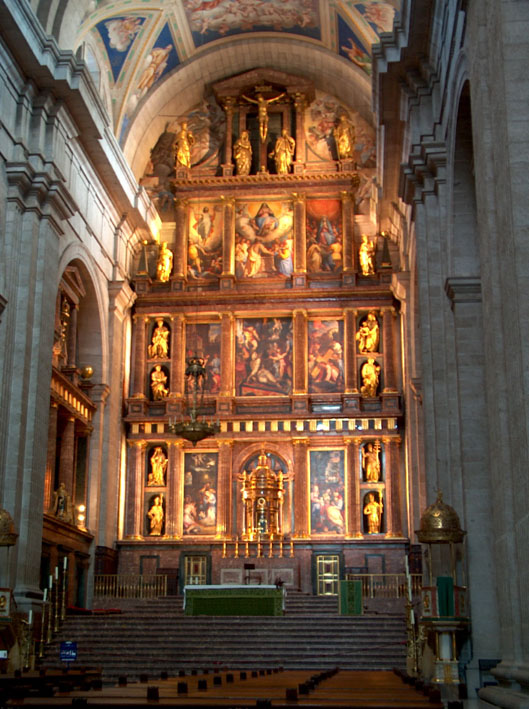
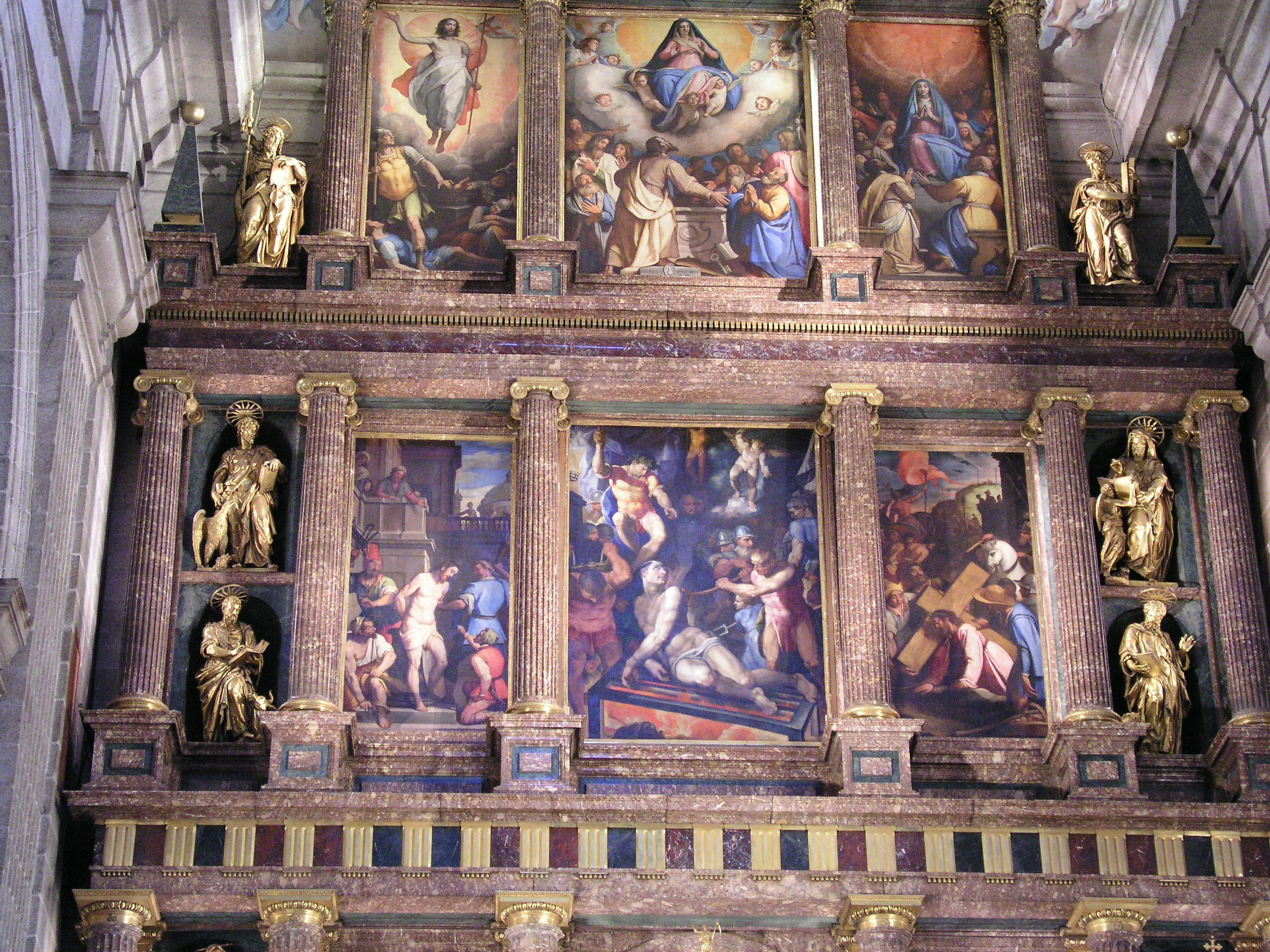
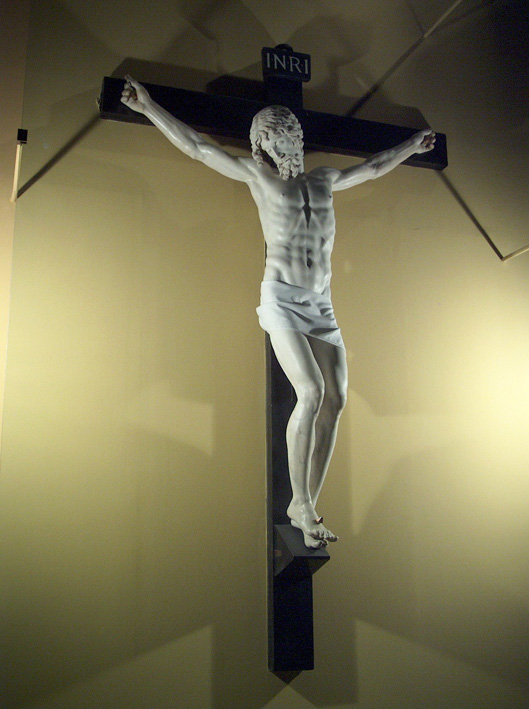
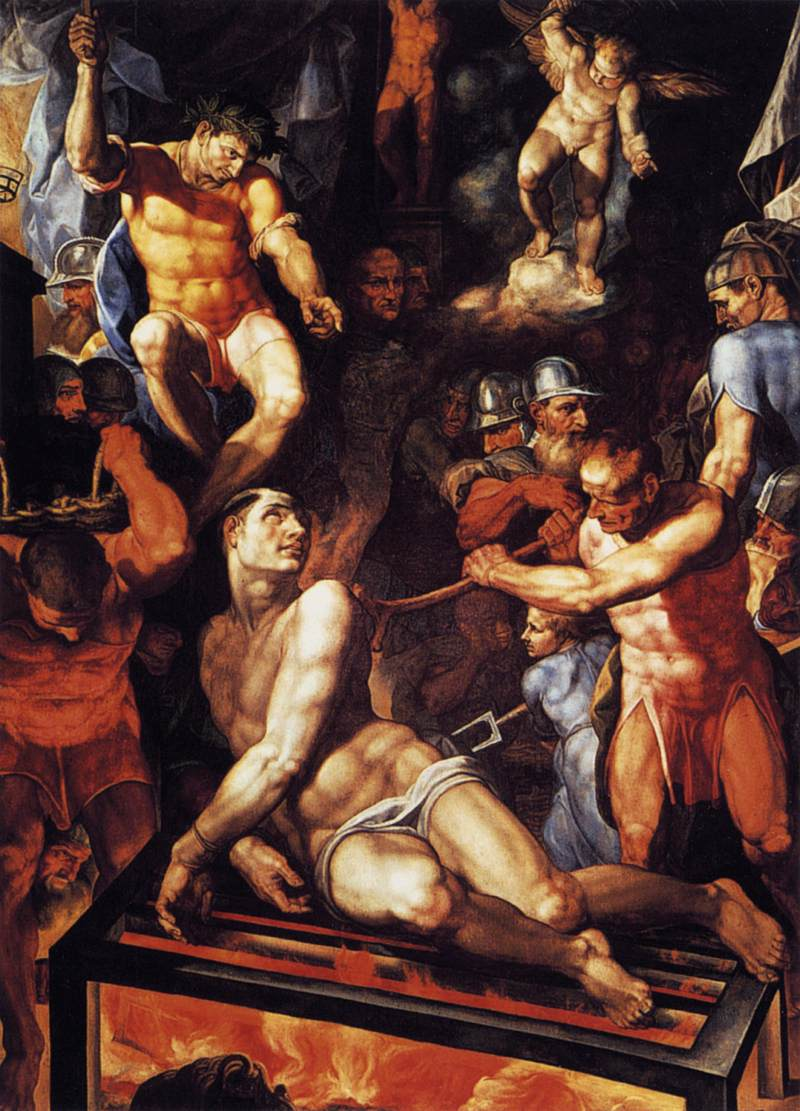